# ハンス・モーゲンソー
ハンス・J・モーゲンソー（Hans Joachim Morgenthau、1904年2月17日 - 1980年7月19日）は、ドイツ出身の国際政治学者。シカゴ大学教授。ドイツ語読みでハンス・ヨアヒム・モルゲンタウと表記されることもある。

## 略歴
ドイツ・コーブルク生まれ。ベルリン大学、フランクフルト大学、ミュンヘン大学および国際研究大学院で法学と政治学を学ぶ。フランクフルト大学で国際法を教え、ジュネーブやマドリッドの大学で政治学や国際法を講じていたが、ナチスによる迫害を恐れて1937年にアメリカ合衆国に移住。
国際政治を権力闘争とみなす現実主義学派の代表的論者。外交の行動準則として「力 (power) によって定義された利益」としての国益 (national interest) を提起した。この「国益」と、勢力圏にもとづく勢力均衡の重要性に照らして、第二次世界大戦中からソ連との交渉に失敗し（勢力圏に基づく外交をしようとしたチャーチルとは対照的に、アメリカはスターリンとのテヘランやヤルタでの約束を過信していた）、戦後もソ連の初めての核実験（1949年）の予想をアメリカが大幅に見誤って無策であった点、腐敗した国民党に中途半端に肩入れして大陸との関係を悪化させたという中国政策の失敗、アメリカによるベトナム戦争を批判した。
モーゲンソーの主張する勢力均衡はパワーポリティクスの暴力化を抑止するメリットがあるが、以下のような限界も指摘する。勢力均衡の安定のためには各国がパワーの配分状況を正確に測定し、均衡成立を正確に判断せねばならないがそれは困難である（勢力均衡の不確実性）。またそのために各国が均等以上のパワーを追求してしまい、軍拡競争が激化してしまう（勢力均衡の非現実性）。したがって勢力均衡が機能するには、主要国が勢力均衡を国際ルールとして尊重するという共通認識が不可欠であるが、米ソ間ではそれが成立していなかった（勢力均衡の不十分性）。
モーゲンソーは、外交政策が「美徳対悪徳の闘いであり、善が必ず勝利するという感傷的観念」を否定する。そして「邪悪な国々の無条件降伏した後には、権力政治なきすばらしい新世界が現れるというユートピア的な観念」を批判する。そして「力なき外交は脆弱であり、外交なき力は破壊的」であること、「無限の力を持つ国はなく、したがってその政策は他国の力と国益を尊重するものでなくてはならない」ことを肝に銘じるよう訴える。そして「一国が他国との取引において、政治的必要性だけでなく道徳的義務として従うべきこと」は唯一、国益であると強調する。
当初は国務省の冷戦論に対して懐疑的であったが、1970年代初頭に現れた楽観的な「冷戦終焉論」に対して批判する。「冷い戦争が終わったというのは、不正確にして過度に楽観的な言辞をろうすることになる。冷い戦争の原因となった問題、すなわち、誰がドイツを、そしてドイツを通してヨーロッパを支配するかという問題は（中略）、利害関係をもつ諸大国の政策の変化に左右されるものである。したがって、実のところ冷い戦争は終わったのではなく、過去において大きな危機のたびごとに戦争の脅威を感じさせたような激しさを失ったに過ぎない」とする。これは、米ソのデタントが1979年までに終焉し第二次冷戦に到る未来を示唆するものである。
現実主義者（リアリスト）として著名であるが、一方で軍事力のみに頼ることは危険であるとも結論付けている。

## 人柄・エピソード
1973年の夏、ハンナ・アーレントと二人でロドス島に旅行した際、プロポーズをしたが断られる。しかし、その後もよい友人として交際を続けた。ちなみに、アーレントのモーゲンソー評は、「男らしい人」。
1979年10月8日、ギリシャでスイス航空機の事故に巻き込まれ、乗客乗員154名中14名が死亡したが、モーゲンソーは生還する。

## 著作

### 単著
- La Réalité des Normes, En Particulier des Normes du Droit International: Fondements d'une Théorie des Normes, (Félixs. Alcan, 1934).
- Scientific Man vs. Power Politics, (University of Chicago Press, 1946).
星野昭吉・高木有訳『科学的人間と権力政治』（作品社、2018年）
- Politics among Nations: the Struggle for Power and Peace, (Knopf, 1948, 2nd ed., 1954, 3rd ed., 1960, 4th ed., 1967, 5th ed., 1978, 6th ed., 1985, 7th ed., 2006).
伊藤皓文・浦野起央訳『国際政治学――力と平和のための闘争』（原著第3版、アサヒ社、1963年）
現代平和研究会訳『国際政治――権力と平和』（原著第5版、福村出版、1986年）
原彬久監訳『国際政治――権力と平和』（岩波文庫（全3巻）、2013年）
- In Defense of the National Interest: A Critical Examination of American Foreign Policy, (Knopf, 1951).
鈴木成高・湯川宏訳『世界政治と國家理性』（創文社、1954年）
宮脇昇・宮脇史歩訳『国益を守る』（志學社、2022年）
- American Foreign Policy: A Critical Examination, (Methuen, 1952).
- Dilemmas of Politics, (University of Chicago Press, 1958).
- The Purpose of American Politics, 3 vols., (Knopf, 1960).
- Politics in the 20th Century (3 vols), (University of Chicago Press, 1962).
- Vietnam and the United States, (Public Affairs Press, 1965).
- A New Foreign Policy for the United States, (F. A. Praeger, 1969).
木村修三・山本義彰訳『アメリカ外交政策の刷新』（鹿島研究所出版会、1974年）
- Truth and Power: Essays of a Decade, 1960-70, (Praeger, 1970).
- Science: Servant or Master?, (World Publishing, 1972).
神谷不二訳『人間にとって科学とは何か』（講談社現代新書、1975年）

### 編著
- Peace, Security & the United Nations, (University of Chicago Press, 1946).
- Germany and the Future of Europe, (University of Chicago Press, 1951).
- The Crossroad Papers: a Look into the American Future, (Norton, 1965).

### 共編著
- Principles & Problems of International Politics: Selected Readings, co-edited with Kenneth W. Thompson, (Knopf, 1950).